# 栃木県立粟野高等学校
栃木県立粟野高等学校（とちぎけんりつあわのこうとうがっこう）は、栃木県鹿沼市口粟野にあった高等学校。2011年に栃木県立鹿沼農業高等学校と統合して栃木県立鹿沼南高等学校を設置したため閉校。

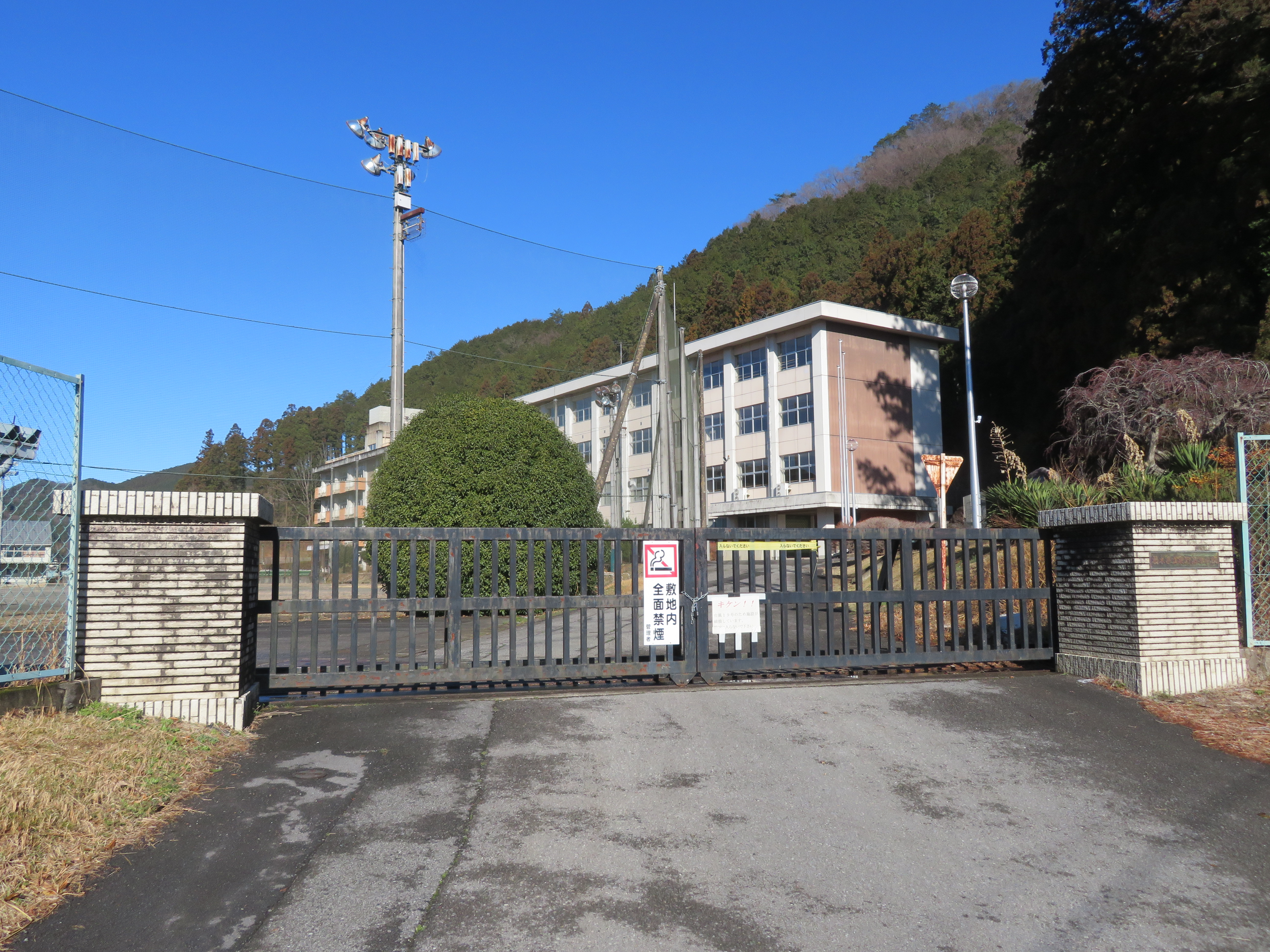
粟野高等学校

## 特色

### 設置学科
- 全日制課程
  - 普通科

### 運動部
- 野球部
- バスケットボール部
- テニス部
- 卓球部
- 陸上部
- 柔相部
- サッカー部
- ダンス部
- バドミントン部

ダンス部はコンクールで特別賞を受賞したことがある。
柔相部（柔道と相撲）は相撲で関東大会に9年連続出場している。
野球部は2008年（平成20年）の夏の大会に人数が揃わなかったため出場できなかった。

### 文化部
- 文芸部
- 茶華道部
- ホームクラフト部
- ボランティア部
- 広報部
- 音楽部
- 美術部

### 学校行事
7月に全学年夏期講習がある。文化祭は毎年11月。修学旅行は2年生の12月におこなう。

### 所在地
- 栃木県鹿沼市口粟野1730
北緯36度31分16.5秒 東経139度40分26秒 / 北緯36.521250度 東経139.67389度
  - JR鹿沼駅・東武鉄道新鹿沼駅から関東バスでおよそ30分。

## 沿革
- 1953年（昭和28年） - 鹿沼農商高等学校粟野分校定時制課程として粟野町立第一小学校に併置開校
- 1954年（昭和29年） - 独立校舎建設計画具体化
  - 商業科（募集定員20名）の設置が認可
  - 新校舎建設敷地買収
- 1955年（昭和30年） - 現在地に校舎を新築移転
  - 1月1日 - 独立校舎建設起工式
  - 4月1日 - 独立校舎上棟式
  - 8月11日 - 独立校舎落成式
- 1959年（昭和34年） - 栃木県立鹿沼農商高等学校全日制分校となる
- 1960年（昭和35年） - 「農村家庭科」を「家庭科」に改称
- 1963年（昭和38年） - 栃木県立鹿沼農商高等学校粟野分校
  - 創立10周年記念式典挙行
- 1967年（昭和42年） - 栃木県立粟野高等学校誕生
  - 4月1日 - 栃木県立粟野高等学校として独立を認可
- 1968年（昭和43年） - 校歌制定（作詞：生井武司 作曲：鈴木満雄）
  - 女子の制服制定
- 1969年（昭和44年） - 体育館兼講堂竣工
- 1970年（昭和45年） - 校旗樹立式施行
  - 校章を型どった校旗が同窓会から寄贈され、樹立式を実施する。
- 1975年（昭和50年） - 商業科を普通科に学科転換（商業科2学級（90名）を普通科2学級（90名）に）
  - 独立記念日を5月10日と制定
- 1976年（昭和51年） - 柔剣道場竣工
- 1977年（昭和52年） - 独立25年・創立19周年記念式典挙行
- 1979年（昭和54年） - 普通・特別教室棟竣工
- 1981年（昭和56年） - 校地拡張
  - 「特色ある学校づくり」（県）推薦校の指定を受ける（-1982年）
- 1983年（昭和58年） - 推薦入学（入学者選抜）を開始
  - 管理・特別教室棟竣工
  - 記念碑建立
- 1984年（昭和59年） - 生活指導室（青清寮）竣工
  - プール竣工
  - 弓道場竣工
- 1985年（昭和60年） - 校門（門柱及び門扉）新設
- 1986年（昭和61年） - 電算室改装
  - 国旗掲揚塔新設
  - 夜間照明・防球ネット新設
- 1987年（昭和62年） - 文部省指定「体力つくり」推進校の指定を受ける（-1989年）
  - 洋式庭園竣工
  - 創立35年・独立20周年記念洋式庭園完成
  - 町有林落石防護柵を鹿沼林務観光事務所より竣工
  - 創立35周年・独立20周年記念式典挙行
  - テニスコート竣工
- 1988年（昭和63年） - 家庭科を普通科に学科転換（定員 普通科141名）
  - 制服の改定（新1年生よりブレザー型）
  - 校庭改修工事を完了（暗渠排水・表土入替）
- 1989年（平成元年） - 弓道場一部改修工事を完了
  - 昭和62. 63. 平成元年度「文部省指定体力つくり推進校」公開研究発表会を開催する
- 1990年（平成2年） - 防球ネットを新設（校庭南側）
- 1992年（平成4年） - 自転車置場前舗装工事を完了
  - 「活力ある高校づくり」（県）推進事業の指定を受ける（-1993年）
  - 各教室にビデオ・モニターを設置（「活力ある高校づくり」事業）
- 1993年（平成5年） - 「同和教育」（県）研究学校の指定を受ける（-1994年）
- 1994年（平成6年） - 『青清祭（一般公開学校祭）』を開催
- 1996年（平成8年） - 募集定員 普通科129名となる
  - 高等学校個性化アクションプラン推進事業の指定を受ける（1997年まで継続）
  - 各教室のビデオ・モニターを同一回線で連結（アクションプラン推進事業）
- 1997年（平成9年） - 創立45年・独立30周年記念式典挙行
  - 記念モニュメント設置
  - 制服の一部改定（新1年生よりネクタイ廃止）
- 1998年（平成10年） - 電算室整備（Windows NT 40台・インターネット接続）
- 2000年（平成12年） - 公共下水道接続
- 2004年（平成16年） - 粟野高等学校再編成計画決定
  - 校内LAN整備
- 2007年（平成19年） - 創立55年・独立45周年記念式典挙行。
- 2009年（平成21年） - 栃木県立鹿沼農業高等学校と統合して栃木県立鹿沼南高等学校となるために生徒募集停止。
- 2011年（平成23年）3月2日 - 閉校式挙行、閉校。